# Finał Pucharu Polski w piłce nożnej 2013
Finał Pucharu Polski w piłce nożnej 2013 – mecze piłkarskie kończący rozgrywki Pucharu Polski 2012/2013 oraz mające na celu wyłonienie triumfatora tych rozgrywek, pomiędzy Śląskiem Wrocław a Legią Warszawa. Finał został rozegrany systemem pierwszy mecz i mecz rewanżowy. Pierwszy mecz został rozegrany 2 maja 2013 roku na Stadion Miejskim we Wrocławiu, natomiast mecz rewanżowy został rozegrany 8 maja 2013 roku na Pepsi Arena w Warszawie. Trofeum po raz 16. wywalczyła Legia Warszawa, a ponieważ zdobyła w sezonie 2012/2013 również mistrzostwo Polski, Śląsk Wrocław uzyskał tym samym prawo gry w kwalifikacjach Ligi Europy 2013/2014.

## Droga do finału
| Śląsk Wrocław | Śląsk Wrocław     | Śląsk Wrocław | Runda       | Legia Warszawa | Legia Warszawa    | Legia Warszawa |
| Data          | Przeciwnik        | Wynik         | Runda       | Data           | Przeciwnik        | Wynik          |
| ------------- | ----------------- | ------------- | ----------- | -------------- | ----------------- | -------------- |
| 04.08.2012    | KS Polkowice      | 1:0           | 1/16 finału | 05.08.2012     | Okocimski Brzesko | 4:0            |
| 26.09.2012    | GKS Bełchatów     | 3:0           | 1/8 finału  | 26.09.2012     | Piast Gliwice     | 2:1            |
| 27.02.2013    | Flota Świnoujście | 3:2           | Ćwierćfinał | 26.02.2013     | Olimpia Grudziądz | 4:1            |
| 27.03.2013    | Flota Świnoujście | 2:0           | Ćwierćfinał | 26.03.2013     | Olimpia Grudziądz | 2:1            |
| 10.04.2013    | Wisła Kraków      | 2:1           | Półfinał    | 09.04.2013     | Ruch Chorzów      | 0:0            |
| 17.04.2013    | Wisła Kraków      | 3:2           | Półfinał    | 16.04.2013     | Ruch Chorzów      | 2:1            |

## Tło
W finale rozgrywek spotkali się: mistrz Polski Śląsk Wrocław oraz triumfator poprzednich rozgrywek, Legia Warszawa. Po raz pierwszy od finału 2006, finał został rozegrany w formule dwumeczu: pierwszy mecz i rewanż

## Finał
| Drużyna 1     | Wynik dwumeczu | Drużyna 2      | Pierwszy mecz | Drugi mecz |
| ------------- | -------------- | -------------- | ------------- | ---------- |
| Śląsk Wrocław | 1:2            | Legia Warszawa | 0:2           | 1:0        |

### Pierwszy mecz

#### Przebieg meczu
Mecz odbył się 2 maja 2013 roku o godzinie 18:30 na Stadionie Miejskim we Wrocławiu. Sędzią głównym spotkania był Szymon Marciniak. Początek meczu był wyrównany, a po zdobyciu gola w 32. minucie przez zawodnika drużyny Wojskowych, Marka Saganowskiego po dograniu Michała Kucharczyka, przewaga w grze była po stronie Legii Warszawa. W 44. minucie ten sam zawodnik wykorzystał błąd Marka Wasiluka i bramkarza Rafała Gikiewicza, ustalając tym samym wynik na 2:0.

#### Szczegóły meczu
| 2 maja 2013 18:30 CET | Śląsk Wrocław | 0:2Raport | Legia Warszawa · 32', 44' Saganowski | Stadion Miejski, Wrocław Widzów: 35 712 Sędzia: Szymon Marciniak (Płock) |
|                       |               |           |                                      |                                                                          |

| Śląsk Wrocław: |    |                        |              |     |
|                |    |                        |              |     |
| BR             | 33 | Rafał Gikiewicz        |              |     |
| OB             | 24 | Tadeusz Socha          | Żółta kartka | 83' |
| OB             | 14 | Marcin Kowalczyk       |              |     |
| OB             | 28 | Marek Wasiluk          | Żółta kartka |     |
| OB             | 17 | Mariusz Pawelec        | Żółta kartka |     |
| PO             | 5  | Waldemar Sobota        |              |     |
| PO             | 26 | Przemysław Kaźmierczak |              | 53' |
| PO             | 16 | Dalibor Stevanovič     |              |     |
| PO             | 11 | Sebastian Mila         |              |     |
| NA             | 20 | Piotr Ćwielong         |              |     |
| NA             | 8  | Éric Mouloungui        |              | 46' |
| Rezerwowi:     |    |                        |              |     |
| BR             | 1  | Krzysztof Żukowski     |              |     |
| OB             | 2  | Krzysztof Ostrowski    |              | 83' |
| OB             | 9  | Sylwester Patejuk      |              |     |
| OB             | 15 | Rafał Grodzicki        |              |     |
| PO             | 10 | Mateusz Cetnarski      |              | 46' |
| PO             | 29 | Rok Elsner             |              |     |
| NA             | 27 | Łukasz Gikiewicz       |              | 53' |
| Trener:        |    |                        |              |     |
| Stanislav Levý |    |                        |              |     |

| Legia Warszawa: |    |                      |              |     |
|                 |    |                      |              |     |
| BR              | 84 | Wojciech Skaba       |              |     |
| OB              | 2  | Artur Jędrzejczyk    |              |     |
| OB              | 3  | Tomasz Jodłowiec     |              |     |
| OB              | 15 | Iñaki Astiz          |              |     |
| OB              | 8  | Marko Šuler          |              |     |
| PO              | 18 | Michał Kucharczyk    |              |     |
| PO              | 21 | Ivica Vrdoljak       | Żółta kartka |     |
| PO              | 37 | Dominik Furman       |              |     |
| PO              | 17 | Tomasz Brzyski       |              | 84' |
| NA              | 13 | Wladimer Dwaliszwili |              |     |
| NA              | 9  | Marek Saganowski     |              | 77' |
| Rezerwowi:      |    |                      |              |     |
| BR              | 12 | Dušan Kuciak         |              |     |
| OB              | 4  | Dickson Choto        |              |     |
| OB              | 6  | Michał Żewłakow      |              |     |
| PO              | 16 | Aleksander Jagiełło  |              | 84' |
| PO              | 20 | Jakub Kosecki        |              |     |
| PO              | 33 | Michał Żyro          |              |     |
| PO              | 35 | Daniel Łukasik       |              | 77' |
| Trener:         |    |                      |              |     |
| Jan Urban       |    |                      |              |     |

### Rewanż

#### Przebieg meczu
Mecz odbył się 8 maja 2013 roku o godzinie 18:30 na Pepsi Arena w Warszawie. Sędzią głównym spotkania był Paweł Gil. Wynik meczu został otwarty już 2. minucie po golu samobójczym zawodnika drużyny Wojskowych, Michała Żewłakowa. Niemal przez cały przewagę w grze miał Śląsk Wrocław: Piotr Ćwielong miał dwukrotnie okazję do zdobycia, jednak za każdym razem lepszym okazał się bramkarz drużyny przeciwnej, Wojciech Skaba. Mecz zakończył wygraną Śląska Wrocław, jednak nie odrobiła strat z pierwszego meczu, w związku z czym triumfatorem rozgrywek po raz trzeci z rzędu została Legia Warszawa.

#### Szczegóły meczu
| 8 maja 2013 20:30 CET | Legia Warszawa | 0:1Raport | Śląsk Wrocław · 2' (sam.) Żewłakow | Pepsi Arena, Warszawa Widzów: 29 416 Sędzia: Paweł Gil (Lublin) |
|                       |                |           |                                    |                                                                 |

| Legia Warszawa: |    |                      |              |     |
|                 |    |                      |              |     |
| BR              | 84 | Wojciech Skaba       |              |     |
| OB              | 2  | Artur Jędrzejczyk    |              |     |
| OB              | 3  | Tomasz Jodłowiec     |              |     |
| OB              | 6  | Michał Żewłakow      |              |     |
| OB              | 8  | Marko Šuler          |              |     |
| PO              | 20 | Jakub Kosecki        | Żółta kartka |     |
| PO              | 21 | Ivica Vrdoljak       |              |     |
| PO              | 5  | Janusz Gol           |              | 33' |
| PO              | 17 | Tomasz Brzyski       |              | 74' |
| NA              | 13 | Wladimer Dwaliszwili | Żółta kartka |     |
| NA              | 9  | Marek Saganowski     |              | 87' |
| Rezerwowi:      |    |                      |              |     |
| BR              | 12 | Dušan Kuciak         |              |     |
| OB              | 4  | Dickson Choto        |              |     |
| OB              | 14 | Jakub Wawrzyniak     |              |     |
| PO              | 18 | Michał Kucharczyk    |              |     |
| PO              | 37 | Dominik Furman       |              | 87' |
| PO              | 32 | Miroslav Radović     |              | 74' |
| PO              | 35 | Daniel Łukasik       |              | 33' |
| Trener:         |    |                      |              |     |
| Jan Urban       |    |                      |              |     |

| Śląsk Wrocław: |    |                     |              |     |
|                |    |                     |              |     |
| BR             | 33 | Rafał Gikiewicz     |              |     |
| OB             | 24 | Tadeusz Socha       | Żółta kartka |     |
| OB             | 15 | Rafał Grodzicki     |              |     |
| OB             | 3  | Adam Kokoszka       |              |     |
| OB             | 2  | Krzysztof Ostrowski | Żółta kartka |     |
| PO             | 5  | Waldemar Sobota     |              |     |
| PO             | 14 | Marcin Kowalczyk    |              |     |
| PO             | 16 | Dalibor Stevanovič  |              | 87' |
| PO             | 11 | Sebastian Mila      |              |     |
| NA             | 20 | Piotr Ćwielong      |              | 87' |
| NA             | 10 | Mateusz Cetnarski   |              | 65' |
| Rezerwowi:     |    |                     |              |     |
| BR             | 1  | Krzysztof Żukowski  |              |     |
| OB             | 9  | Sylwester Patejuk   |              | 65' |
| PO             | 6  | Kamil Dankowski     |              |     |
| PO             | 19 | Mateusz Fedyna      |              |     |
| NA             | 8  | Éric Mouloungui     |              |     |
| NA             | 23 | Jakub Więzik        |              | 87' |
| NA             | 27 | Łukasz Gikiewicz    |              | 87' |
| Trener:        |    |                     |              |     |
| Stanislav Levý |    |                     |              |     |

| Puchar Polski w piłce nożnej 2012/2013 Zwycięzcy |
| ------------------------------------------------ |
| Legia Warszawa 16. Tytuł                         |